# Takuji Yonemoto
Takuji Yonemoto, född 3 december 1990 i Hyōgo prefektur, Japan, är en japansk fotbollsspelare som spelar för Nagoya Grampus.